# Con la razón y la fuerza
Con la razón y la fuerza è un album del cantautore cileno Patricio Manns e del gruppo musicale cileno Inti-Illimani, pubblicato nel 1982.

## Descrizione
Con la razón y la fuerza è il primo disco realizzato dagli artisti cileni Patricio Manns e Inti-Illimani, cui seguirà nel 1986 l'album La muerte no va conmigo. Il titolo è mutuato da quello del film del 1971 del regista Roberto Rossellini su Salvador Allende Fuerza y razon.
Il disco è caratterizzato in gran parte da canzoni di lotta contro la dittatura del generale Augusto Pinochet che risentivano del clima di quei giorni e delle nascenti proteste di massa in Cile.
Sono comunque presenti alcune canzoni d'amore quali El pacto roto e Antigua.
La musica de El equipaje del destierro riutilizza una marcia strumentale utilizzata per la colonna sonora del film Il mondo degli ultimi di Gian Butturini. Verrà poi reincisa dai soli Inti-Illimani, qualche anno dopo, nell'album Andadas.
Gli Inti-Illimani partecipano alla stesura di alcuni dei brani, contribuiscono agli arrangiamenti del disco ed eseguono gran parte delle parti strumentali e dei cori.
Questo disco inizialmente viene pubblicato con il titolo Con la razón y la fuerza dall'etichetta spagnola Movieplay e l'attribuzione a Patricio Manns + Inti-Illimani. 
Nel 1992 l'album è stato ristampato in CD con il titolo modificato in La araucana dalla cilena Alerce e attribuito al solo Manns. Singolarmente questa edizione consta di soli 9 brani per l'assenza della seconda traccia El pacto roto. Questo disco non è mai stato pubblicato o distribuito in Italia.

## Tracce
1. Las caìdas – 2:54 (Patricio Manns, Horacio Salinas)
2. El pacto roto – 3:12 (Patricio Manns)
3. Llegò volando – 3:01 (Patricio Manns)
4. Antigua – 4:17 (Patricio Manns)
5. La araucana – 6:51 (Patricio Manns)
6. Palimpsesto – 4:02 (Patricio Manns, Horacio Salinas)
7. Manifiesto esencial – 3:01 (Patricio Manns)
8. Los libertadores – 4:11 (Patricio Manns)
9. El equipaje del destierro – 4:49 (Patricio Manns, Horacio Salinas)
10. Con la razòn y la fuerza – 3:00 (Patricio Manns)

Durata totale: 39:18

## Formazione
- Patricio Manns
- Jorge Coulón
- Max Berrú
- Horacio Salinas
- Horacio Duran
- Josè Seves
- Marcelo Coulon

### Collaboratori
- Reginald Boyce - pianoforte
- Oswaldo Guayasamin - disegno della copertina